# Helix asemnis
Helix asemnis is een slakkensoort uit de familie van de Helicidae. De wetenschappelijke naam van de soort is voor het eerst geldig gepubliceerd in 1860 door Jules René Bourguignat.